# Escuela de Sara

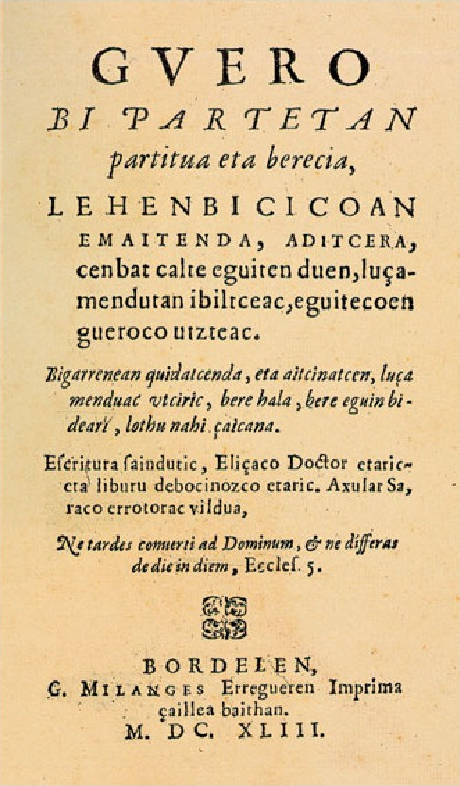
Gero, publicado en Burdeos en 1643 es el primer texto en prosa original en lengua vasca.

Por Escuela de Sara se entiende el florecimiento de una tradición literaria escrita en euskera durante el siglo XVII en torno a la localidad vascofrancesa de Sare (Sara) en Francia. No se trataba de ninguna entidad o escuela en sentido estricto, sino un grupo de escritores vascos unidos por unos rasgos estilísticos comunes y que fundan una corriente homogénea dentro de la literatura en lengua vasca.
La gran mayoría de estos autores cultivaron la poesía, aunque también hay textos en prosa. Prácticamente todos eran eclesiásticos que escribían libros religiosos y, por lo general, tenían un buen nivel de formación humanística y teológica. Para exponer la doctrina recurrían a un euskera popular, evitando los latinismos de Joanes Leizarraga.
En esta época, gran parte de la población de era monolingüe en vasco. La Iglesia católica, a través del clero, difundía la espiritualidad católica en la lengua nativa de la población. En esta época también se encuentran autores como Oihenart y Juan de Tartas.
Los miembros de la Escuela de Sara procedían del triángulo formado por las localidades de Sare (Sara), San Juan de Luz (Donibane Lohizune) y Ciboure (Ziburu), en el Labort histórico. Entre sus miembros cabe destacar a los sacerdotes Axular y Etxeberri Ziburukoa, aunque también se dieron cita autores como Materre, Klaberia, Hirigoyti o Guillentena. 
- Datos: Q8778275